# I'm Too Sexy
"I'm Too Sexy" là một bài hát của nhóm nhạc Anh quốc Right Said Fred nằm trong album phòng thu đầu tay của họ, Up (1991). Nó được phát hành vào ngày 15 tháng 6 năm 1991 như là đĩa đơn đầu tiên trích từ album bởi Tug Records. Bài hát được viết lời và thu âm như là một bản indie rock bởi những thành viên của nhóm Fred Fairbrass, Richard Fairbrass và Rob Manzoli, nhưng nó đã bị từ chối bởi những hãng thu âm sau khi được gửi đến, trước khi được sản xuất lại với phong cách dance-pop bởi TommyD. Nội dung bài hát đề cập đến một người đàn ông tự tin về sự quyến rũ của bản thân.
Sau khi phát hành, "I'm Too Sexy" nhận được những phản ứng trái chiều từ các nhà phê bình âm nhạc, lọt vào danh sách những bài hát one-hit wonder xuất sắc nhất thập niên 1990 của một số ấn phẩm âm nhạc, nhưng cũng bị đánh giá là một trong những bản hit tệ nhất mọi thời đại bởi nhiều nhà chuyên môn. Tuy nhiên, nó đã gặt hái những thành công vượt trội về mặt thương mại, đứng đầu các bảng xếp hạng ở Úc, Áo, Ireland và New Zealand, và lọt vào top 5 ở nhiều thị trường khác như Bỉ, Canada, Na Uy và Vương quốc Anh, nơi nó trở thành một trong những bài hát nắm giữ ngôi vị á quân lâu nhất trong lịch sử mà không đạt vị trí quán quân với sáu tuần, đứng sau "(Everything I Do) I Do It for You" của Bryan Adams. Tại Hoa Kỳ, "I'm Too Sexy" đạt vị trí số một trên bảng xếp hạng Billboard Hot 100 trong ba tuần liên tiếp, giúp Right Said Fred trở thành nghệ sĩ Anh quốc đầu tiên kể từ The Beatles đứng đầu trên Hot 100 với đĩa đơn đầu tay.
Để quảng bá cho "I'm Too Sexy", một video ca nhạc được phát hành với nội dung tương tự như lời bài hát, trong đó hầu hết bao gồm những cảnh nhóm thể hiện nó và được chụp hình bởi những cô gái đang mặc áo tắm. Đây được xem là bản hit lớn nhất trong sự nghiệp của Right Said Fred, và được sử dụng trong hơn 40 tác phẩm điện ảnh và truyền hình, bao gồm Baywatch, The Simpsons, Supernatural và The Smurfs 2. Ngoài ra, nó còn được hát lại và sử dụng làm nhạc mẫu bởi nhiều nghệ sĩ khác nhau, trong đó nổi bật nhất là Taylor Swift với việc sử dụng đoạn nhạc mẫu của "I'm Too Sexy" trong đĩa đơn quán quân năm 2017 của cô "Look What You Made Me Do".

## Danh sách bài hát
| Đĩa 7" tại Anh quốc 1. "I'm Too Sexy" - 2:52 2. "I'm Too Sexy" (không lời) - 5:50 Đĩa 12" tại Anh quốc 1. "I'm Too Sexy" (Betty's Mix) - 6:26 2. "I'm Too Sexy" (bản 7") - 2:52 3. "I'm Too Sexy" (bản 12" không lời) - 6:00 Đĩa CD tại Anh quốc 1. "I'm Too Sexy" (Betty's Mix) - 6:26 2. "I'm Too Sexy" (bản 7") - 2:52 3. "I'm Too Sexy" (bản 12" không lời) - 6:00 4. "I'm Too Sexy" (bản tiếng Ý) - 2:51 | Đĩa CD maxi tại Hoa Kỳ 1. "I'm Too Sexy" (bản 7") - 2:52 2. "I'm Too Sexy" (Extended Club Mix) - 6:38 3. "I'm Too Sexy" (Betty's Mix) - 6:18 4. "I'm Too Sexy" (không lời) - 7:48 5. "I'm Too Sexy" (Catwalk Mix) - 6:00 6. "I'm Too Sexy" (Tushapella) - 0:37 7. "I'm Too Sexy" (bản tiếng Tây Ban Nha) - 2:50 |

## Xếp hạng
| Bảng xếp hạng (1991–92)                   | Vị trí cao nhất |
| ----------------------------------------- | --------------- |
| Úc (ARIA)                                 | 1               |
| Áo (Ö3 Austria Top 40)                    | 1               |
| Bỉ (Ultratop 50 Flanders)                 | 3               |
| Canada (RPM)                              | 2               |
| Canada Dance/Urban (RPM)                  | 1               |
| Châu Âu (European Hot 100 Singles)        | 7               |
| Phần Lan (Suomen virallinen lista)        | 15              |
| Đức (Official German Charts)              | 14              |
| Ireland (IRMA)                            | 1               |
| Hà Lan (Dutch Top 40)                     | 20              |
| Hà Lan (Single Top 100)                   | 19              |
| New Zealand (Recorded Music NZ)           | 1               |
| Na Uy (VG-lista)                          | 2               |
| Thụy Điển (Sverigetopplistan)             | 8               |
| Anh Quốc (OCC)                            | 2               |
| Hoa Kỳ Billboard Hot 100                  | 1               |
| Hoa Kỳ Dance Club Songs (Billboard)       | 4               |
| Hoa Kỳ Mainstream Rock Tracks (Billboard) | 28              |

| Bảng xếp hạng (1991)                 | Vị trí |
| ------------------------------------ | ------ |
| Australia (ARIA)                     | 13     |
| Belgium (Ultratop 50 Flanders)       | 28     |
| Europe (European Hot 100 Singles)    | 49     |
| Netherlands (Dutch Top 40)           | 125    |
| New Zealand (Recorded Music NZ)      | 23     |
| Norway Autumn Period (VG-lista)      | 1      |
| Norway Summer Period (VG-lista)      | 18     |
| UK Singles (Official Charts Company) | 4      |
| Bảng xếp hạng (1992)                 | Vị trí |
| Austria (Ö3 Austria Top 40)          | 12     |
| Canada (RPM)                         | 44     |
| Japan (Tokyo Hot 100)                | 29     |
| New Zealand (Recorded Music NZ)      | 31     |
| US Billboard Hot 100                 | 13     |

| Bảng xếp hạng (1990–1999)   | Vị trí |
| --------------------------- | ------ |
| Austria (Ö3 Austria Top 40) | 27     |
| US Billboard Hot 100        | 79     |

## Chứng nhận
| Quốc gia                                                                           | Chứng nhận | Số đơn vị/doanh số chứng nhận |
| ---------------------------------------------------------------------------------- | ---------- | ----------------------------- |
| Úc (ARIA)                                                                          | Bạch kim   | 70.000^                       |
| Áo (IFPI Áo)                                                                       | Vàng       | 25.000*                       |
| Canada (Music Canada)                                                              | Vàng       | 50,000^                       |
| New Zealand (RMNZ)                                                                 | Vàng       | 7,500*                        |
| Anh Quốc (BPI)                                                                     | Vàng       | 400.000^                      |
| Hoa Kỳ (RIAA)                                                                      | Bạch kim   | 1.000.000^                    |
| * Chứng nhận dựa theo doanh số tiêu thụ. ^ Chứng nhận dựa theo doanh số nhập hàng. |            |                               |